# Bengt Carlberg
Bengt Filip Carlberg, född 21 november 1897 i Nordmaling, Västerbottens län, död 3 augusti 1967 i Stockholm, var en svensk målare och tecknare.
Han var son till sjökaptenen Filip Carlberg och Anna Elisabeth Sköld. Carlberg studerade först vid några privata målarskolor innan han antogs vid Tekniska skolan i Stockholm. Efter  utbildningen genomförde han studieresor till Italien, Spanien, Frankrike och upprepade tillfällen till Paris. Han debuterade med en separatutställning i Umeå 1923 och har därefter haft separatutställningar i Stockholm, Göteborg, Örnsköldsvik, Falköping och Skövde. Han medverkade i samlingsutställningen Norrlänningar på Liljevalchs konsthall. Hans konst består av gatupartier från Frankrike, landskapsbilder. Som illustratör medverkade han med teckningar i några Stockholmstidningar. Carlberg är gravsatt på Södra begravningsplatsen i Mariestad.